# Universidade de Tokyo Gakugei
A Universidade de Tokyo Gakugei (em japonês 東京学芸大学; em inglês Tokyo Gakugei University) é uma das principais instituições voltadas para a formação de professores do Japão.
Situada em Koganei, Tokyo, a Universidade de Tokyo Gakugei é uma universidade nacional, fundada em 1949 pela fusão das quatro maiores instituições de treinamento de professores de Tokyo, incluindo a Tokyo Metropolitan Training Institute for Elementary School Teachers, fundada em 1873.
Nos últimos 50 anos, a Universidade de Tokyo Gakugei estabeleceu uma sólida reputação no Japão e na Ásia como líder em treinamento e formação de professores e em pesquisa educacional.